# Discographie de Snoop Dogg
Cet article présente la discographie du rappeur américain Snoop Dogg (ou Snoop Doggy Dogg avant 1998).

## Albums studio
- 2022 : BODR

## EP
2018 : 220

## Musiques de film
- 1994 : Murder Was The Case (Death Row Records)
- 1999 : Smokefest Underground (Lock Down Productions)
- 2001 : The Wash (coproduit par Dr Dre) (Aftermath Entertainment / Doggystyle Records / Interscope Records)
- 2001 : Bones (Doggystyle Records)
- 2003 : Raw N Uncut vol.1
- 2011 : Mac and Devin Go to High School OST

## Albums produits
- 2008 : Snoop Dogg present Dubb Union

## Albums de groupe/collaborations
- 2000 : Snoop Dogg present Tha Eastsidaz
- 2001 : Tha Eastsidaz - Duces 'N Trayz : The Old Fashioned Way
- 2004 : The Hard Way (avec son groupe 213)
- 2011 : Mac and Devin Go To High School (avec Wiz Khalifa)
- 2013 : 7 Days of Funk (avec Dâm-Funk)
- 2015 : Bush (avec Pharrell Williams)
- 2022 : Snoop Cube 40 $hort (avec Mount Westmore)

## Compilations
- 2000 : Dead Man Walkin (sorti le 31 octobre (U.S.))
- 2003 jusqu'à fin 2004 : Welcome To Tha Chuuch vol.1,2,3,4,5,6,7,8,9 (mixtapes)
- 2005 : Welcome To Tha Chuuch - Da Album (sortie le 6 décembre (U.S.))
- 2009 : Bacc 2 Tha Chuuch Vol. 1
- 2010 : My #1 Priority
- 2010 : The West Coast Blue Print
- 2012 : West Coast Ridah

## Collaborations et apparitions

### 1992
- The Chronic (Intro) feat. Dr. Dre sur l'album The Chronic
- Fuck Wit Dre Day (And Everybody's Celebratin') feat. Dr. Dre, RBX & Jewell sur l'album The Chronic
- The Day The Niggaz Took Over feat. Dr. Dre, RBX & Daz Dillinger sur l'album The Chronic
- Nuthin' But A "G" Thang feat. Dr. Dre sur l'album The Chronic
- Lil' Ghetto Boy feat. Dr. Dre & Daz Dillinger sur l'album The Chronic
- Rat-Tat-Tat-Tat feat. Dr. Dre & RBX sur l'album The Chronic
- The $20 Sack Pyramid feat. Dr. Dre, The D.O.C. & Samara sur l'album The Chronic
- Stranded On Death Row feat. Dr. Dre, RBX, Lady Of Rage, Kurupt & Bushwick Bill sur l'album The Chronic
- Deep Cover feat. Dr. Dre sur l'album Deep Cover OST

### 1994
- Big Pimpin feat. Daz Dillinger sur l'album Above The Rim OST

### 1995
- Save Yourself sur l'album The Show The Soundtrack
- New York New York feat. Tha Dogg Pound sur l'album Dogg Food
- 187um feat. Dr. Dre sur l'album One Million Strong

### 1996
- All About U feat. 2Pac, Outlawz & Nate Dogg sur l'album All Eyez On Me
- 2 of Amerikaz Most Wanted feat. 2Pac sur l'album All Eyez On Me

### 1997
- Gettin' Funky feat. SWV sur l'album Release Some Tension
- Player's Way feat. Rick James sur l'album Urban Rapsody
- The Fatha Figure sur l'album Heat
- Freakly Tales sur l'album In Tha Beginning...There Was Rap (Sampler)
- Rough Rugged And Raw feat. The Lady Of Rage & Dat Nigga Daz sur l'album Necessary Roughness
- Wanted Dead Or Alive feat. 2Pac sur l'album Gridlock'd OST
- Hollywood Bank Robbery feat. Tha Gang & Kurupt sur l'album Gang Related The Soundtrack
- Gangstas feat. Mystikal & Master P sur l'album Unpredictable
- Wa Just Wanna Party With You feat. Jermaine Dupri sur l'album Men In Black OST
- Only In California feat. Mack 10 & Ice Cube sur l'album Based On-A True Story

### 1998
- O.G. feat. Daz Dillinger sur l'album Retaliation, Revenge And Get Back
- Feel So Good feat. The Eastsiders sur l'album Ride OST
- Ghetto Fabulous feat. Mystikal & Charlie Wilson sur l'album Ghetto Fabulous
- Let's Go Do It feat. Mystikal & Silkk The Shocker sur l'album Ghetto Fabulous
- So Watcha Want feat. MC Ren & RBX sur l'album Ruthless for Life
- Who Got That Fire feat. Fiend & Master P sur l'album There's One In Every Family
- Medley For A feat. DJ Quik, Nate Dogg, AMG, 2nd II None, Hi-C & El sur l'album Rhythm-al-ism
- Soldiers, Riders, G's feat. Master P, Silkk The Shocker & Mystikal sur l'album Da Last Don
- Thug Girl feat. Master P & Silkk The Shocker sur l'album Da Last Don
- War Wounds feat. Master P, Silkk The Shocker, Fiend & Mystikal sur l'album Da Last Don
- Mama Raised Me feat. Master P & Soulja Slim sur l'album Da Last Don
- Snitches feat. Master P sur l'album Da Last Don
- Make Em Say Uhh #2 feat. Master P, Silkk The Shocker, Fiend & Mia X sur l'album Da Last Don
- Studio B feat. Gambino Family & Mo B. Dick sur l'album Ghetto Organized
- What's Ya Point feat. Mia X & Fat Joe sur l'album Mama Drama
- Ride One/Caught Up! feat. Kurupt sur l'album Caught Up OST
- Ghetto Life feat. Steady Mobb'n, Master P & Marvin Gaye sur l'album Black Mafia
- Light Green And Remmy feat. Steady Mobb'n sur l'album Black Mafia
- Turn Me Up feat. Steady Mobb'n sur l'album Black Mafia
- Never Leave Me Alone feat. Nate Dogg sur l'album G-Funk Classics, Vol. 1 & 2
- Friends feat. Nate Dogg & Warren G sur l'album G-Funk Classics, Vol. 1 & 2
- Puppy Love feat. Nate Dogg, Daz Dillinger & Kurupt sur l'album G-Funk Classics, Vol. 1 & 2
- Dogg Pound Gangstaville feat. Nate Dogg & Kurupt sur l'album G-Funk Classics, Vol. 1 & 2
- Gangsta Shit feat. Full Blooded sur l'album Memorial Day
- Protector's Of 1472 feat. Jermaine Dupri, Warren G & R.O.C. sur l'album Jermaine Dupri Presents Life In 1472
- Throw Yo Hood Up feat. Silkk The Shocker sur l'album Charge It 2 Da Game
- LBC Ant The ING feat. Mack 10 sur l'album The Recipe
- Lifestylez Of A G feat. Lifestyle Crew sur l'album Fakin' Da Funk The Soundtrack
- Gangsta Move sur l'album No Limit Soldiers Compilation: We Can't Be Stopped
- Hooked sur l'album I Got The Hook Up OST
- We Be Puttin It Down feat. Bad Azz sur l'album Word On The Street
- Interlude feat. Kid Capri & Warren G sur l'album Soundtrack To The Street
- Unify feat. Kid Capri & Slick Rick sur l'album Soundtrack To The Street
- We're Unified feat. Kid Capri & Slick Rick sur l'album Soundtrack To The Street
- Ball 'Till We Fall feat. Magic &Steady Mobb'n sur l'album Sky's The Limit
- Gangsta Gangsta feat. C-Murder sur l'album Straight Outta Compton: N.W.A 10th Anniversary Tribute
- Message From Snoop Dogg sur l'album School Dayz
- Get Ya Girl Dogg feat. MC Eiht & Jayo Felony sur l'album Straight Outta Cali
- Come And Get With Me feat. Keith Sweat sur l'album Still In The Game
- Woof! feat. Mac, Mia X & Big Ed sur l'album Shell Shocked
- My Old Ledy feat. Prime Suspects & Fiend sur l'album Guilty 'Til Proven Innocent
- Dying In My City feat. C-Murder & Magic sur l'album Mean Green: Major Players Compilation
- Mistakes in the Game feat. Skull Duggery sur l'album These Wicked Streets

### 1999
- Gangsta Walk feat. C-Murder sur l'album Bossaline
- Ghetto Millionaire feat. C-Murder, Kurupt & Nate Dogg sur l'album Bossaline
- Don't Be Foolish feat. Daz Dillinger & Kurupt sur l'album Foolish OST
- Fuck You feat. Dr. Dre & Devin "The Dude" sur l'album 2001
- Still D.R.E. feat. Dr. Dre sur l'album 2001
- Next Episode feat. Dr. Dre & Nate Dogg sur l'album 2001
- Bitch Niggaz feat. Dr. Dre, Hittman & Six-Two sur l'album 2001
- We Will Rock You sur l'album Fox Sports Presents: Game Time!
- Dangerous MC's feat. The Notorious B.I.G., Mark Curry & Busta Rhymes sur l'album Born Again
- Crybaby feat. Mariah Carey sur l'album Rainbow
- G'd Up feat. Tha Eastsidaz sur l'album G'd Up
- Get It Up feat. Silkk The Shocker sur l'album Made Man
- Suppose To Be Friend feat. Master P & Charlie Wilson sur l'album Da Crime Family
- It's A Beautiful Thing feat. C-Murder sur l'album Da Crime Family
- Throw It Up feat. Rappin' 4-Tay, Tray Deee & Roger Troutman sur l'album Introduction To Makin'
- Represent Dat G.C. feat. Kurupt, Daz Dillinger, Soopafly, Jayo Felony & Butc sur l'album Tha Streetz Iz A Mutha
- Neva Gonna Give It Up feat. Kurupt, Warren G, Nate Dogg, Tray Deee & Soopafly sur l'album Tha Streetz Iz A Mutha
- Change Gone Come sur l'album Well Connected
- Life In The Projects sur l'album P.J.'s OST
- White Boyz sur l'album White Boyz OST
- Doggs Ride feat. Lil' Italy & Don P sur l'album On Top Of Da World
- Wa Ain't Hard To Find feat. Lil' Italy & Mystikal sur l'album On Top Of Da World
- You Never Know feat. Warren G, Phast Bossi & Reel Tight sur l'album I Want It All
- Game Don't Wait feat. Warren G & Nate Dogg sur l'album I Want It All
- The War Iz On feat. Krayzie Bone, Kurupt & Layzie Bone sur l'album Thug Mentality 1999

### 2000
- G'd Up feat. Tha Eastsidaz sur l'album 3 Strikes OST
- Curious feat. Doggy's Angels & Nate Dogg sur l'album Pleezbaleevit!
- Told You So feat. Doggy's Angels sur l'album Pleezbaleevit!
- Pleezbalevit! feat. Doggy's Angels & Layzie Bone sur l'album Pleezbaleevit!
- Yac & Koke feat. Doggy's Angels sur l'album Pleezbaleevit!
- Ridaz Wit Me feat. Doggy's Angels & Morticia sur l'album Pleezbaleevit!
- Frontline feat. Doggy's Angels sur l'album Pleezbaleevit!
- Hoodtraps feat. Doggy's Angels & sur l'album Pleezbaleevit!
- Pop Your Collar 2 Dis feat. Doggy's Angels sur l'album Pleezbaleevit!
- Speak It On feat. The Comrads sur l'album Wake Up And Ball
- Bow Wow (That's My Name) feat. Lil' Bow Wow sur l'album Beware Of Dog
- Dogg Market feat. Brotha Lynch Hung sur l'album EBK4
- X feat. Xzibit sur l'album Restless
- D.N.A. (Drugs-N-Alkahol) feat. Xzibit sur l'album Restless
- Conditioner feat. Wu-Tang Clan sur l'album The W
- Get Your Mind Right Miami feat. Jay-Z sur l'album The Dynasty
- Bitch Please II feat. Eminem, Dr. Dre, Xzibit & Nate Dogg sur l'albumThe Marshall Mathers LP
- Concrete Jungle feat. C-Murder, Kokane, Goldie Loc & Tray Deee sur l'album Trapped In Crime
- Down For My Down feat. C-Murder & Magic sur l'album Trapped In Crime
- Fuck A Bitch feat. DJ Clue & Kurupt sur l'album The Professional 2
- Just A Baby Boy feat. Tyrese & Mr. Tan sur l'album 2000 Watts
- You feat. Lucy Pearl & Q-Tip sur l'album Lucy Pearl
- The Game Is Cold feat. B-Legit sur l'album Hempin' Ain't Easy
- U Can't Fuck With Me feat. LL Cool J, Xzibit & Jayo Felony sur l'album GOAT

### 2001
- Bring Back The G Shit feat. Kurupt & Goldie Loc sur l'album Space Boogie: Smoke Oddessey
- On The Boulevard feat. Dr. Dre sur l'album The Wash OST
- The Wash feat. Dr. Dre sur l'album The Wash OST
- Figadoh feat. Benzino & Scarface sur l'album Rush Hour 2 OST
- Ditty Dum Ditty Doo feat. Nate Dogg & Tha Eastsidaz sur l'album Music and Me
- We From The LBC feat. Bad Azz sur l'album Personal Business
- No More Games feat. Prince Ital Joe & Nate Dogg sur l'album Thug Lifestyles
- Dat Whoopty Woop feat. Soopafly sur l'album Dat Whoopty Woop
- Up On Things feat. Fabolous sur l'album Street Dreams
- Pop Lockin feat. Silkk The Shocker & Goldie Loc sur l'album My World, My Way
- I Wish feat. Silkk The Shocker & Master P sur l'album My World, My Way
- Money 2 Fold feat. Bad Azz & Kurupt sur l'album Personal Business
- Dogghouse Ridaz feat. Bad Azz, Goldie Loc, Kokane & Suga Free sur l'album Personal Business
- Wrong Idea feat. Bad Azz, Kokane & Lil HD sur l'album Personal Business
- Cruisin' feat. Jadakiss sur l'album Kiss tha Game Goodbye
- Yo' Sassy Ways feat. Warren G & Nate Dogg sur l'album The Return of the Regulator
- Ladies And Gents feat. Angie Martinez sur l'album Up Close And Personal
- Crip Hop feat. Tha Eastsidaz sur l'album Baby Boy OST
- Smoke feat. Tha Dogg Pound & The Relativez sur l'album 2002
- Every Single Day feat. Tha Dogg Pound sur l'album 2002

### 2002
- Welcome To Atlanta (Coast 2 Coast Remix) feat. Jermaine Dupri, P. Diddy & Murphy Lee sur l'album The Definition of a Remix
- The Streets feat. WC & Nate Dogg sur l'album Ghetto Heisman
- Losin' Your Mind feat. Xzibit sur l'album Man vs. Machine
- What Y'All Want feat. Krazy sur l'album Poppin' Collars
- Poppin' Them Collars feat. Master P sur l'album Poppin' Collars
- That's Crazy (Remix) feat. P.Diddy, Missy Elliott, Black Rob & G-Dep sur l'album We Invented the Remix
- Fine feat. Tray Deee sur l'album The General's List
- Red Light- Green Light feat. Limp Bizkit sur l'album Results May Vary
- Mission Cleopatra feat. Jamel Debbouze sur la B.O du film Astérix et Obélix : Mission Cléopâtre

### 2003
- In This Life... feat. Gangstarr & Uncle Reo sur l'album The Ownerz
- Intro feat. Daz Dillinger sur l'album DPGC.. U Know What I'm Throwin
- It's Dat Gangsta Shit feat. Daz Dillinger sur l'album DPGC.. U Know What I'm Throwin
- Suck Me Interlude feat. Daz Dillinger sur l'album DPGC.. U Know What I'm Throwin
- Quit Playing Interlude feat. Daz Dillinger sur l'album DPGC.. U Know What I'm Throwin
- Kick Some Gangsta Shit Interlude feat. Daz Dillinger sur l'album DPGC.. U Know What I'm Throwin
- DPGC U Know What I'm Throwin feat. Daz Dillinger & Goldie Loc sur l'album DPGC.. U Know What I'm Throwin
- I God That Fire feat. Daz Dillinger, E-White & Uncle Reo sur l'album DPGC.. U Know What I'm Throwin
- Reminisce Interlude feat. Daz Dillinger sur l'album DPGC.. U Know What I'm Throwin
- Do It Heavy feat. T-Nutty & Young Bop sur l'album The Last Of The Floheakinz
- Holidae Inn feat. Chingy & Ludacris sur l'album Jackpot
- Bosses feat. Down sur l'album California Cowboys
- Red Light - Green Light feat. Limp Bizkit sur l'album Results May Vary
- Get Ready feat. Ginuwine sur l'album The Senior
- P.I.M.P. (G Unit Remix) feat. 50 Cent, Lloyd Banks & Young Buck sur l'album Get Rich Or Die Tryin'
- We Get Around feat. Freeway sur l'album Philadelphia Freeway
- Hoes In My Room feat. Ludacris sur l'album Chicken-N-Beer
- The Shit feat. The D.O.C., MC Ren, Ice Cube & Six-Two sur l'album Deuce

### 2004
- Vegitarian feat. Goldie Loc, Tray Deee & Kokane sur l'album The After Party
- Make U Scream feat. Cassidy sur l'album Split Personality
- The Way I Am feat. Knoc Turn'al sur l'album The Way I Am
- She Don't Know My Name feat. Nelly & Ronald Isley sur l'album Suit
- I Get High feat. Lloyd Banks & 50 Cent sur l'album The Hunger For More
- DPG Unit feat. Young Buck, 50 Cent, Lloyd Banks, Daz Dillinger & Soopafly sur l'album Straight Outta Ca$hville
- Shine feat. Jadakiss & DJ Quik sur l'album Kiss of Death
- The Mack feat. Bugzy sur l'album Bugzy
- Bitches Ain't Shit feat. Lil' Jon & The East Side Boyz, Nate Dogg, Suga Free & Oobie sur l'album Crunk Juice
- Gold Diggers feat. Kenoe sur l'album Game Over
- I Wanna Thank Ya feat. Angie Stone sur l'album Stone Love
- We Some Dogs feat. Method Man & Redman sur l'album Tical Ø: The Prequel

### 2005
- I Got Game feat. Nate Dogg sur l'album Nate Dogg
- Don't Stop feat. Beanie Sigel sur l'album The B. Coming
- Pump Ya Brakes feat. Will Smith sur l'album Lost And Found
- Say Somethin' feat. Mariah Carey sur l'album The Emancipation of Mimi
- I Can Change feat. John Legend sur l'album Get Lifted
- Had To Call feat. Twista & Sleepy Eyed Jones sur l'album The Day After (en)
- Smokin' On Information feat. Layzie Bone & Joe Little sur l'album It's Not A Game
- Happy Summertime feat. R. Kelly sur l'album TP.3 Reloaded
- Caviar feat. Bow Wow sur l'album Wanted
- PYT feat. Warren G & Nate Dogg sur l'album In The Mid-Nite Hour
- Yes Sir feat. Warren G, Bishop Lamont & Franck Lee White The Gr sur l'album In The Mid-Nite Hour
- Get U Down Part II feat. Warren G, Ice Cube & B-Real sur l'album In The Mid-Nite Hour
- Sexy Gurl feat. Trina, Co & Money Mark Diggla sur l'album Glamorest Life
- Kronik feat. Lil' Kim sur l'album The Naked Truth
- Living The Life feat. The Notorious B.I.G., Ludacris, Faith Evans, Cheri Dennis & Bobby Valentino sur l'album Duets: The Final Chapter
- Buttons feat. The Pussycat Dolls sur l'album PCD
- Blackout feat. Mashonda sur l'album January Joy
- Gangsta Zone feat. Daddy Yankee sur l'album Barrio Fino En Directo

### 2006
- That Girl feat. Pharrell sur l'album In My Mind
- Gangsta Walk (feat Gangsta-Lu) sur l'album de Coolio The Return of the Gangsta
- So Fly feat. Suga Free & Katt Williams sur l'album Just Add Water
- So Fly (Remix) feat. Suga Free, Mannie Fresh & Katt Williams sur l'album Just Add Water
- Go To Church feat. Ice Cube & Lil' Jon sur l'album Laugh Now, Cry Later
- You Gotta Lotta That feat. Ice Cube sur l'album Laugh Now, Cry Later
- Hollywood Divorce feat. OutKast sur l'album Idlewild
- I Wanna Love You feat. Akon sur l'album Konvicted
- California Vacation feat. The Game & Xzibit sur l'album Doctor's Advocate
- Pac's Life Remix feat. 2Pac, T.I. & Chris Starr sur l'album Pac's Life
- Play On Playa feat. Nas sur l'album Hip Hop Is Dead

### 2007
- Hi-Definition feat. Lupe Fiasco sur l'album Lupe Fiasco's The Cool
- Welcome to tha Hood sur Hood of Horror O.S.T. (B.O.)
- Double Up feat. R. Kelly sur l'album Double Up
- Dodgeball feat. WC et Butch Cassidy sur l'album Guilty By Affiliation
- What a Job feat. Devin the Dude sur l'album Waitini to Inhale
- Merry Jane feat. Redman sur l'album Red Gone Wild
- My 64 feat. Mike Jones sur l'album The American Dream
- Ghetto feat. Kelly Rowland sur l'album Miss Kelly
- Speaker feat. David Banner sur l'album Greatest Story Ever Told
- Not a Criminal (Remix) feat. Chamillionaire
- Boss Life feat. Nate Dogg

### 2008
- "Brand New" feat. Yung Joc & Rick Ross sur l'album Hustlenomics
- "Singh Is Kinng" feat. JTG Singh
- "Long Beach in Da House" feat Youncc
- "Snoop Dogg Millionaire" ft Tanvi Shah (19/03/09)
- "My Medecine" feat Willie Nelson
- "Happy juice" feat Keri Hilson

### 2009
- "Hot Girl" feat. Belly
- "If there a cure for this" feat 2pac
- "Gangsta Luv" feat. The-Dream
- "Pronto" feat. Soulja Boy

### 2010
- "All I Do Is Win" feat. Dj Khaled, T-Pain, Ludacris & Rick Ross
- "Do It Well" (Disponible aux États-Unis)
- "California Gurls" feat. Katy Perry
- "Welcome To The World Of The Plastic Beach" feat. Gorillaz
- "Retour aux Sources" feat. Gizo, Kayse, Kurupt & Nipsey Hussle
- AI / "Let it go" feat. Snoop Dogg
- "Kush" feat. Dr. Dre & Akon

### 2011
- Sweat vs. David Guetta
- If I was you (OMG) Far East Movement feat. Snoop Dogg
- Last Night, Ian Carey feat. Snoop Dogg & Bobby Anthony
- Young, Wild & Free, Wiz Khalifa featuring Snoop Dogg"
- Closer feat. Kylian Mash feat. Snoop Dogg
- The Mack Mann feat. Snoop Dogg & Iyaz
- Welcome To California'' Feat. 40 Glocc, Sevin, Too Short & Xzibit

### 2012
- SAINT-TROPEZ feat. JEAN-ROCH & Karl Lagerfeld [1].

### 2013
- Ashtrays and Heartbreaks vs. Miley Cyrus
- David Carreira - A Força Está em Nós (Ft. Snoop Dogg) (2013)

### 2014
- David Carreira ft Snoop Dogg - Viser le K.O. (version française de A Força Está em Nós)
- Prince Royce featuring Snoop Dogg - Stuck on a feeling (24 novembre 2014)

### 2022
- Eminem ft Snoop Dogg - From the D 2 the LBC